# Mein liebster Jesus ist verloren

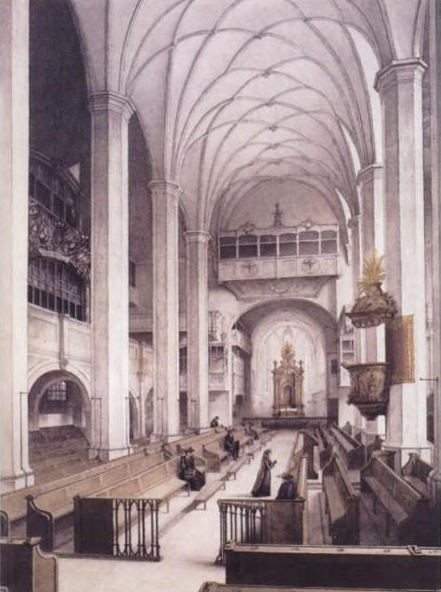
L'intérieur de l'église Saint-Thomas de Leipzig avant sa restauration en 1885. La tribune d'orgue se trouve à gauche. Gravure de O. Kutschera d'après une aquarelle de Hubert Kratz

Mein liebster Jesus ist verloren (Jésus, mon bien-aimé est perdu), BWV 154, est une cantate religieuse de Johann Sebastian Bach composée à Leipzig en 1724

## Histoire et livret
Bach dirigea cette cantate durant sa première année à Leipzig, le 9 janvier 1724 à l'occasion du premier dimanche après l'Épiphanie. Pour cette destination liturgique, deux autres cantates ont franchi le seuil de la postérité : les BWV 32 et 124. Le musicologue Alfred Dürr tient pour acquis qu'elle était déjà écrite du temps de Weimar, alors que John Eliot Gardiner ne partage cet avis que pour les mouvements 1, 4 et 7. Ce recours à des œuvres antérieures peut s'expliquer par une production pléthorique cette année : six cantates en 13 jours ! 
Les lectures prescrites du dimanche étaient Rom. 12:1–6 et Luc. 2:41-52, Jésus au Temple. L'auteur inconnu prend pour point de départ la recherche de l'enfant Jésus perdu par les parents pour décrire la situation de l'homme qui a perdu Jésus. Les premier et deuxième mouvements pleurent cette perte tandis que le troisième mouvement est un choral, deuxième strophe du Jesu, meiner Seelen Wonne de Martin Jahn, demandant à Jésus de revenir. Le quatrième mouvement pose cette même question dans une aria personnelle. La réponse est apportée par la basse, la Vox Christi (voix du Christ), selon les paroles de l'Évangile Wisset ihr nicht, daß ich sein muß in dem, das meines Vaters ist?. La joie de la rencontre s'exprime par une paraphrase du Cantique des Cantiques 2:8, Da ist die Stimme meines Freundes! Siehe, er kommt und hüpft über die Berge und springt über die Hügel. La cantate se termine avec la sixième strophe du choral de Christian Keymann, Meinen Jesum lass ich nicht.

## Structure et instrumentation
De même que pour les  cantates de Weimar, celle-ci est écrite pour un ensemble réduit de deux hautbois d'amour, deux violons, alto et basse continue avec trois voix solistes (alto, ténor, basse) et chœur à quatre voix.
Il y a huit mouvements :
1. aria (ténor) : Mein liebster Jesus ist verloren
2. récitatif (ténor) : Wo treff ich meinen Jesum an
3. choral : Jesu, mein Hort und Erretter
4. aria (alto) : Jesu, laß dich finden
5. arioso (basse) : Wisset ihr nicht, daß ich sein muß
6. récitatif (ténor) : Dies ist die Stimme meines Freundes
7. aria (duo alto, ténor) : Wohl mir, Jesus ist gefunden
8. choral : Meinen Jesum laß ich nicht

## Musique
Dans les trois arias, Bach attribue des affects extrêmes à la musique : lamentation désespérée, intense désir et joie bienheureuse. L'aria finale est basée sur un ostinato joué à la basse du continuo, comparable à l'ouverture de Weinen, Klagen, Sorgen, Zagen, BWV 12. D'abord le violon, puis les deux ténors entonnent une expressive mélodie et la répètent plusieurs fois. La section centrale par contraste est soulignée par des trémolos dans les cordes et d'audacieuses harmonies. La deuxième aria est accompagnée des deux hautbois d'amour avec les violons et l'alto à l'unisson, sans continuo. Semblable à l'aria du ténor Aus Liebe will mein Heiland sterben dans la Passion selon saint Matthieu, l'absence de fondation dépeint la fragilité et l'innocence. La joie de la rencontre s'exprime dans un duo de l'alto et du ténor en parallèles de tierces et de sixtes homophoniques. Il y a trois parties, la troisième n'étant pas un da capo de la première mais une conclusion affirmative sur une mesure plus rapide de 3/8.
Le troisième mouvement est un arrangement en quatre parties de la mélodie Werde munter, mein Gemüte de Johann Schop (1642), qui est devenue connue comme partie de Herz und Mund und Tat und Leben, BWV 147, et qui fut également utilisée dans le quarantième mouvement de la Passion selon saint Matthieu. Le choral final est une disposition en quatre parties de la mélodie (1658) de Andreas Hammerschmidt.

## Source
- (en) Cet article est partiellement ou en totalité issu de l’article de Wikipédia en anglais intitulé « Mein liebster Jesus ist verloren, BWV 154 » (voir la liste des auteurs).